# Hylemya autumnalis
Hylemya autumnalis är en tvåvingeart som först beskrevs av Robineau-desvoidy 1830.  Hylemya autumnalis ingår i släktet Hylemya och familjen blomsterflugor.
Artens utbredningsområde är Frankrike. Inga underarter finns listade i Catalogue of Life.